# Wczesnośredniowieczny cmentarz grodowy w Trepczy

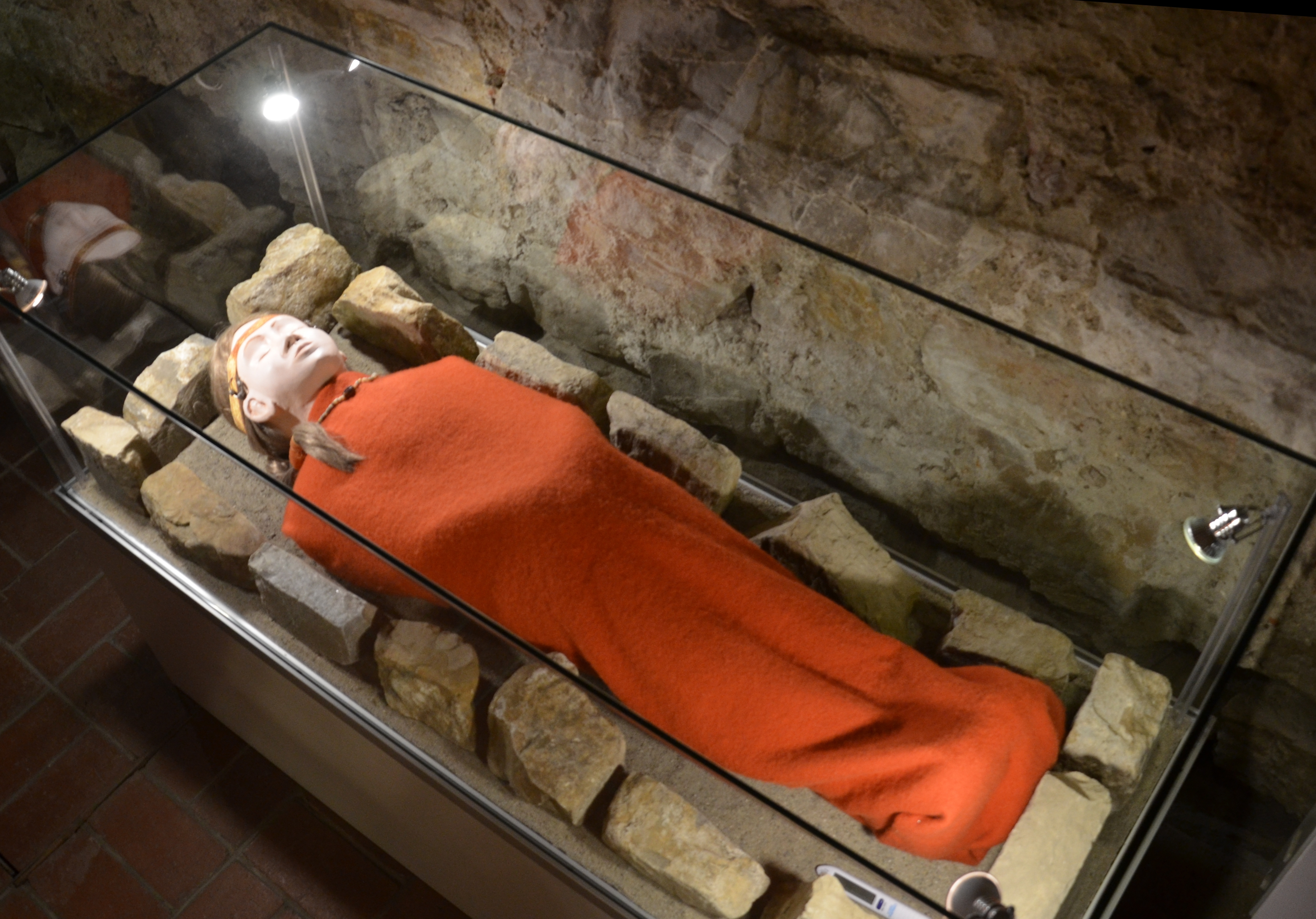
Rekonstrukcja trepczańskiego grobu dziewczynki w obstawie kamiennej, Sanok (2016)

Wczesnośredniowieczny cmentarz grodowy w Trepczy – najstarszy rzędowy cmentarz chrześcijański przedlokacyjnego Sanoka. Nekropolia położona jest na szczycie górującego nad tą miejscowością Horodyszcza (429 m n.p.m.), zwanego potocznie Fajką, jest to majdan grodu funkcjonującego w tym miejscu od VIII wieku, położony około 140 m ponad dnem lustra rzeki San i zajmującego powierzchnię około 5 ha,  w rejonie u wylotu Kotliny Sanockiej, na terenie obecnej wsi Trepcza w masywie Kopacza, w miejscu największego przewężenia doliny Sanu, w pobliżu miejscowości Międzybrodzie. 

## Historia
Cmentarz został założony pod koniec XI wieku i zajmował powierzchnię ok. 0,30 ha. Kilkaset metrów dalej od tego miejsca, znajduje się wczesnośredniowieczny ciałopalny cmentarz kurhanowy, a właściwie – to, co z niego zostało.
Grodzisko w Trepczy wraz z sąsiadującym drugim grodziskiem Horodna oraz cmentarzyskiem kurhanowym tworzy wczesnośredniowieczny kompleks osadniczy w paśmie wzgórz na lewym brzegu Sanu. Grodzisko otoczone jest od zachodu, południa i  północy pięcioma liniami wałów, dookolny obronny przebieg posiadają tylko umocnienie samego majdanu. Od wschodu i południowego wschodu naturalną obronę tego założenia stanowiły strome zbocza i wgłębienia.
W 1996 i 1997 prowadzono na majdanie tego obiektu ratownicze badania wykopaliskowe w wyniku których odsłonięto zarys drewnianego obiektu sakralnego oraz towarzyszące mu cmentarzysko ze schyłkowych faz wczesnego średniowiecza. Wykopaliska archeologiczne rozpoczęto od odsłonięcia kamiennych reliktów drewnianej cerkwi datowanej wstępnie na wiek XII. Obiekt ten przetrwał zasadniczo w stanie nienaruszonym, zachowując swój prostokątny zarys z trójbocznie zamkniętą  od  wschodu  apsydą. 
Po zniszczeniu cerkwi około połowy XIII wieku, nekropolia funkcjonowała dalej, a groby lokalizowano niejednokrotnie w 
bezpośrednim sąsiedztwie jej kamiennych podmurówek. Prace archeologiczne uwidoczniły jamy grobowe wkopywane w ławy piaskowca, natomiast wnętrze świątyni pozostawiono wolne od pochówków. W drugiej połowie XIII wieku wzniesiono na miejscu cerkwi drewnianą, mniejszą kaplicę (o wymiarach 8,5 x 5,6 m), z wyodrębnionym, prostokątnym prezbiterium. Cmentarz użytkowany był w dalszym ciągu jeszcze w wieku XIV. Badania archeologiczne potwierdziły istnienie cmentarza liczącego blisko 300 grobów. Początki tego cmentarza mogą według różnych hipotez sięgać nawet IX-X wieku. Po najazdach tatarskich w połowie XIII wieku gród został zniszczony i w późniejszym czasie po aneksji Rusi Czerwonej przez Kazimierza Wielkiego nie odzyskał swojej pierwotnej świetności.
Konstrukcja i budowa grobów trepczańskiej nekropolii była zróżnicowana w zależności od ich usytuowania w obrębie cmentarzyska. Jamy grobowe wykuwano w podłożu skalnym i obstawiano dodatkowo kamieniami, niektóre z nich przykryte były także płytami wykonanymi z piaskowca. Pojedyncze obiekty były bardzo starannie wykonane — płyty grobowe spoczywały na pionowo ustawionych kamieniach, tworząc rodzaj sarkofagów, zlokalizowano je przed wejściem  do  cerkwi. Rzędowy układ grobów  odpowiadała  zorientowaniu  świątyni  —  głowy 
skierowane  na  zachód,  z twarzą  ku  wschodowi, orientacja pochówków na linii wschód-zachód, oraz obyczaj składania zmarłych z rękami złożonymi na tułowiu.  W przypadku  kilku  pochówków  pod  dużymi płytami kamiennymi szkielety znajdowały się w stanie prawie kompletnym. Szczątki kostne  poddano analizom anatomo-antropologicznym  w Zakładzie  Antropologii  Uniwersytetu  Jagiellońskiego.
Odkryciem było  znalezienie na terenie cmentarzyska fragmentu pozłacanego diademu książęcego - warsztatu najprawdopodobniej bizantyjskiego, ołowianej matrycy do produkcji enkolpionów oraz całej serii przedmiotów kultu i ozdób z brązu, srebra a nawet złota.
Znalezione przedmioty potwierdzają, ze grzebani tu byli chrześcijanie obrządku wschodniego, jednak początki grodziska sięgają czasów, których cezurę stanowi rok 1054 i wielka schizma wschodnia. Zabytki wydobyte w trakcie wykopalisk wykazują wschodnią proweniencję  i wyznaczają horyzont czasowy funkcjonowania świątyni oraz późniejszej nekropolii na okres od XII do połowy XIV wieku.

## Religia i upamiętnienie
Od kilku lat odbywają się na wzgórzu ekumeniczne modlitwy z udziałem wiernych obu obrządków, których organizatorem jest Kościół Prawosławny.

1865 [...] W tej wiosce (Międzybrodzie p. autora), w małej dzwonnicy, koło starej drewnianej cerkiewki, uderza ta osobliwość, że w miejsce dzwonu zawieszona jest na łańcuchu sztaba żelaza, która uderzana młotem wydaje głośny dźwięk i za dzwon służy. [...] Bardzo dawno już temu na przeciwległej górze (Horodyszcze p. autora) stać miał klasztor mnichów obrządku greckiego, gdy ci nie bardzo pobożne i nie bardzo surowe pędzili życie, nagle cudowną mocą wraz z klasztorem zapadli się w ziemię, a na tem miejscu zostało tylko wklęśnięcie i nieco gruzów. Dobrze już później jakaś kobieta w pobożnej swojej wędrówce znalazła na tych gruzach żelazną szynę, podjęła ją i do pobliskiej ubogiej ofiarowała cerkiewki, gdzie nie było dzwonu.

## zobacz też
- Monaster św. Bazylego w Trepczy
- Stary cmentarz w Sanoku